# Glow (JavaScript函式庫)
Glow是一個由英国广播公司建立的開放原始碼的JavaScript函式庫。Glow的開發從2007年開始，並在2009年7月作為一個基於Apache協議的自由軟體問世。
Glow的設計理念不像是其他的函式庫如Jquery、雅虎UI庫，Glow的開發特別重視跨瀏覽器的兼容性（尤其是Safari 1.3），Glow是特別用來創建使用對應時間訊號的資料的網站的，如廣播、元數據。

## 外部連結
官方網站 （页面存档备份，存于）